# Happiness Charge Pretty Cure!
Happiness Charge Pretty Cure! (jap. ハピネスチャージプリキュア！ Hapinesu Chāji PuriKyua!) – japońskie anime z gatunku mahō-shōjo, jedenaste z serii Pretty Cure, której autorem jest Izumi Todo. Seria Happiness Charge Pretty Cure! emitowana była od 2 lutego 2014 roku. Sezon świętuje 10-lecie istnienia serii Pretty Cure. Powstał także film zatytułowany Happiness Charge Pretty Cure!: The Ballerina of the Land of Dolls (jap. 映画ハピネスチャージプリキュア!: 人形の国のバレリーナ Eiga Happiness Charge Pretty Cure!: Ningyou no Kuni no Ballerina), którego premiera odbyła się 11 października 2014 roku.

## Opis fabuły
Na całym świecie, Cures walczą przeciwko inwazji wroga znanego jako Saiark! Shirayuki Hime, księżniczka z Królestwa Błękitnego Nieba jest w rzeczywistości Pretty Cure, nie jest w stanie pokonać wroga sama, na szczęście spotyka Aino Megumi (Cure Lovely) i zaczynają walczyć z wrogiem razem. Precure muszą zdobyć bardzo dużo PreCards, aby można było uzyskać dowolne jedno życzenie do spełnienia, zespół wraz z wróżką Ribbon i Glassan do ochrony pokoju na całym świecie.

## Postacie

### Pretty Cure
Megumi Aino (jap. 愛乃 めぐみ Aino Megumi) / Cure Lovely (jap. キュアラブリー Kyua Raburī)
Seiyū: Megumi Nakajima 
Jest główną bohaterką w serii. Ma 14-lat, jest zawsze uśmiechnięta i energiczna stara się pomagać innym w potrzebie, jest jak Aida Mana. Po transformacji staje się Cure Lovely, przedstawia się jako Wielka miłość rozprzestrzeniana na całym świecie! Cure Lovely! (jap. 世界に広がるビッグな愛！キュアラブリー！！ Sekai ni hirogaru biggu na ai! Kyua Raburī!!; The big love spreading throughout the world! Cure Lovely!!) i ma dwie dodatkowe formy zmiany Cherry Flamenco (jap. チェリーフラメンコ Cheri Furamenko) oraz Lolipop Hip Hop (jap. ロリポップヒップホップ Roripoppu Hippu Hoppu). Strój Cure Lovely jest różowy. Jej moc to miłość.
Hime Shirayuki (jap. 白雪 ひめ Shirayuki Hime) / Cure Princess (jap. キュアプリンセス Kyua Purinsesu)
Seiyū: Megumi Han 
Hime jest dość egoistyczną i rozpieszczoną dziewczyną, której specjalnością jest moda. Jest również nieśmiała boi się zaprzyjaźnić do czasu kiedy spotyka Megumi. Po transformacji staje się Cure Princess, przedstawia się jako Niebieski wiatr tańczy w niebie! Cure Princess!! (jap. 天空に舞う青き風！キュアプリンセス！！ Tenkū ni mau aoki kaze! Kyua Purinsesu!!; The blue wind dancing in the sky! Cure Princess!!) i ma dwie dodatkowe formy zmiany Sherbet Ballet (jap. シャーベットバレエ Shābetto Baree) oraz Macadamia Hula Dance (jap. マカダミアフラダンス Makadamia Fura Dansu). Strój Cure Princess jest jasnoniebieski. Jej moc to odwaga.
Yūko Ōmori (jap. 大森 ゆうこ Ōmori Yūko) / Cure Honey (jap. キュアハニー Kyua Hanī)
Seiyū: Rina Kitagawa 
Przyjaciółka i koleżanka Megumi. Jej rodzina prowadzi sklep z bentō. Yūko jest wesołą, mądrą oraz bardzo uroczą osobą. To bardzo śmiała i optymistycznie nastawiona dziewczyna, która lubi pomagać. Gdy ktoś jest smutny, częstuje tę osobę swoimi specjalnymi cukierkami. Wciąż myśli o jedzeniu. Po transformacji staje się Cure Honey, przedstawia się jako Światło życia kwitnące na Ziemi, Cure Honey! (jap. 大地に実る命の光!キュアハニー！ Daichi ni Minoru Inochi no hikari, Kyua Hani!; The light of life flourishing on the Earth, Cure Honey!) i ma dwie dodatkowe formy zmiany Popcorn Cheer (jap. ポップコーン チアー Poppukōn Chia) oraz  Coconuts Samba (jap. ココナッツ サンバ Kokonattsu Sanba). Strój Cure Honey jest żółty. Jej moc to życie.
Iona Hikawa (jap. 氷川 いおな Hikawa Iona) / Cure Fortune (jap. キュアフォーチュン Kyua Fōchun)
Seiyū: Haruka Tomatsu 
Iona to osoba poważna, oschła i sztywna wobec innych choć rzeczywistości jest wesoła i uwielbia się śmiać. Ma silne poczucie sprawiedliwości. Jako Cure Fortune woli sama walczyć ze złem. Iona chodzi do tej samej szkoły co Megumi Hime i Yūko, ale jest w innej klasie. Po transformacji staje się Cure Fortune, przedstawia się jako Gwiazda nadziei błyszcząca na nocnym niebie! Cure Fortune! (jap. 夜空にきらめく希望の星！キュアフォーチュン！ Yozora ni kirameku kibō no hoshi! Kyua Fōchun!; The star of hope that glitters in the night sky! Cure Fortune!) i ma dwie dodatkowe formy zmiany Pine Arabian (jap. パインアラビア PaiinArabia) oraz Anmitsu Komachi (jap. あんみつ小町 Anmitsukomachi). Strój Cure Fortune jest fioletowy. Jej moc to gwiazdy.

### Blue Sky Kingdom
Ribbon (jap. リボン Ribon)
Seiyū: Naoko Matsui 
Hime jest pośrednikiem, a także partnerem Cure Lovely, Cure Honey i wróżką Cure Princess. Pomimo jej słodkiego wyglądu, jest bardziej odważna niż Hime.
Glasan (jap. ぐらさん Gurasan)
Seiyū: Miyuki Kobori 
Jest partnerem Cure Fortune
Blue (jap. ブルー Burū)
Seiyū: Shōma Yamamoto 
Duchowa istota z Ziemi, która obdarza bohaterki mocą Pretty Cure. Blue jest opiekunem Hime, gdy jej rodzice zostali uwięzieni w lustrze.

### Phantom Empire
Queen Mirage (jap. クイーン・ミラージュ Kuīn Mirāju) / Cure Mirage (jap. キュアミラージュ Kyua Mirāju)
Seiyū: Mariko Kōda 
Liderka złego Mrocznego Imperium podczas ataku na Ziemię. Jest złą i niemiłosierną królową, która stara się zdobyć Blue Sky Kingdom i wysłała generałów, by zaatakowali Ziemię. Ona nie ma żadnego zainteresowania miłością i chce, zrobić wszystko, aby inni cierpieli  i płakali. Okazało się, że Queen Mirage była Cure 300 lat temu.
Deep Mirror (jap. ディープミラー Dīpumirā) / Red (jap. レッド Reddo)
Seiyū: Kazuhiko Inoue 
Magiczne lustro, które jest zawsze widziane w Mrocznym Imperium. Działa jako doradca królowej Mirage.
Namakeruda (jap. ナマケルダ Namakeruda)
Seiyū: Tetsuo Kanao 
Pierwszy dowódca, który pracuje dla Mrocznego Imperium. Jego Saiark robi Pleśń.
Hosshiiwa (jap. ホッシーワ Hosshīwa)
Seiyū: Akemi Okamura 
Druga z dowódców i druga kobieta w Mrocznym Imperium. Jest samolubna, chce wiele rzeczy. Nosi kapelusz w kształcie jabłka i trzyma w ręku parasol. Jej Saiark robi słodycze i desery.
Oresky (jap. オレスキー Oresukī)
Seiyū: Takehito Koyasu 
Trzeci z dowódców Mrocznego Imperium. Nosi mundur i ma okulary w kształcie kapelusza. Jego Saiark tworzy ciemną chmurę.
Phantom (jap. ファントム Fantomu) / Unlovely (jap. アンラブリー Anraburī) / PhanPhan (jap. ファンファン FanFan)
Seiyū: Hirofumi Nojima 
Czwarty generał w Mrocznym Imperium jest także wiernym sługą Królowej Mirage i jest Myśliwym Precure. Jego Saiark tworzy kolorowe Kryształy. Jak się okazując jest wróżkiem Cure Miraże.
Madam Momere (jap. マダム・モメール Madamu Momeiru)
Seiyū: Kenji Hamada 
Jest jednym z dowódców i trzecią kobietą Mrocznego Imperium, która pojawia się tylko raz w odc. 28, chce zgładzić Aloha PreCure na Hawajach. Jej Saiark robi śnieg.
Saiark (jap. サイアーク Saiāku)
Seiyū: Takuya Masumoto 
Choiark (jap. チョイアーク Choiāku)
Grupa wielu podwładnych, którzy pracują dla Mrocznego Imperium.

## Przedmioty
- PreCards (jap. プリカード PuriKādo) – główne przedmioty kolekcjonerskie sezonu, które cure używają do przekształcenia się i zmiany formy.
- PreChanMirror (jap. プリチェンミラー PuriChenMirā) – przedmiot służący do przemiany w Pretty Cure. Jej nazwa jest skrótem od "Pretty Change Mirror".
- LovePreBrace (jap. ラブプリブレス RabuPuriBuresu) – główna pozycja ataku Cure Lovely Princess i Fortune.
- Triple Dance Honey Baton (jap. トリプルダンスハニーバトン Toripuru Dansu Hanī Baton) – przedmiot służący do ataku Cure Honey.
- Fortune Piano (jap. フォーチュン·ピアノ Fōchun Piano) – przedmiot służący do przemiany w Cure Fortune.
- Fortune Tambourine (jap. フォーチュンタンバリン Fōchun Tanbarin) – przedmiot służący do ataku Cure Fortune.
- Shining Make Dresser (jap. シャイニングメイクドレッサー Shainingu Meiku Doressā) – jest prawdziwą formą Axia (jap. アクシア Akushia).

## Muzyka
Opening
- "Happiness Charge Pretty Cure! WOW" (jap. ハピネス チャージ プリキュア! WOW! Hapinesu Chāji Purikyua! WOW!?) (odc. 1-49), Nakaya Sayaka

Ending
- "Pretty Cure Memory" (jap. プリキュア · メモリ Purikyua Memori) (odc. 1-26), Hitomi Yoshida
- "Party Has Come" (jap. パーティ ハズカム Pāti Hazu Kamu) (odc. 27-49), Hitomi Yoshida